# Seis Manos
Seis Manos est une série d'animation pour adultes américaine créée par Brad Graeber et Álvaro Rodríguez. Elle est diffusée sur Netflix depuis le 3 octobre 2019,.

## Synopsis
Dans les années 1970 au Mexique, dans la ville fictive de San Simon, se trouve trois orphelins formés aux arts martiaux chinois. Lorsque leur maître est assassiné par le Cartel, ils s'associent à un agent américain de la DEA de Houston et à une policière mexicaine pour venger son meurtre. 

## Fiche technique
- Titre : Seis Manos
- Création : Brad Graeber, Álvaro Rodríguez
- Réalisation : Willis Bulliner
- Musique : Carl Thiel
- Production : Jason Williams
  - Production exécutive : Daniel Dominguez, Brad Graeber, Rob Pereyda, Álvaro Rodríguez, Ken Sasaki et Brad Woods
  - Coproduction déléguée : Paul Cadieux
- Sociétés de production : Powerhouse Animation Studios (en) et VIZ Media
- Pays d'origine :  États-Unis
- Langue originale : anglais
- Genre : arts martiaux, science-fiction, action
- Durée : 26-28 minutes

## Personnages

### Seis Manos
- Silencio
  -  ? (VF : Charlotte Hennequin) : Silencio enfant
- Aislinn Derbez (en) (VF : Vanessa Van-Geneugden) : Isabela
- Jonny Cruz (VF : Stanislas Forlani) : Jesús
  -  ? (VF : Charlotte Hennequin) : Jesús enfant

### Alliés
- Vic Chao (VF : Stéphane Fourreau) : Chiu
- Angélica Vale (VF : Géraldine Asselin) : Garcia
- Mike Colter (VF : Daniel Njo Lobé) : Wallace Brister
- ? (VF : Ingrid Donnadieu) : Lina

### Opposants
- Danny Trejo (VF : Enrique Carballido) : El Balde
- ? : Alejandra
- ? : Maître Lo

## Épisodes

### Première saison (2019)
1. La fin des dimanches (Toppled)
2. Une douleur innommable (Grief)
3. La nuit des loups (Night of the Wolves)
4. Comme des chiens en cage (Caged Dogs)
5. À l'aveugle (Blindfold)
6. Réunion (Reunion)
7. Entre deux mondes (Between This World and the Next)
8. Une coquille vide (The Empty Place)